# ال کریستی
ال کریستی (انگلیسی: Al Christie؛ ‏ ۲۴ نوامبر ۱۸۸۱ – ۱۴ آوریل ۱۹۵۱) فیلم‌نامه‌نویس، و کارگردان اهل ایالات متحده آمریکا بود. وی بین سال‌های ۱۹۱۲ تا ۱۹۴۱ میلادی فعالیت می‌کرد.
از فیلم‌هایی که وی در آن‌ها نقش داشته‌است، می‌توان به مادام بی‌هِـیو اشاره نمود.